# 恩德海斯特城堡

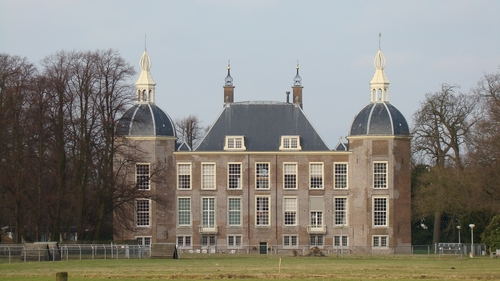
Kasteel Endegeest (2009)

52°10′21″N 4°27′48″E / 52.17250°N 4.46333°E
恩德海斯特城堡（荷蘭語：Kasteel Endegeest）是位于荷兰南荷兰省乌赫斯特海斯特的城堡。它位于Endegeesterstraatweg上的一个公园内。
最古老的恩德海斯特城堡可追溯至1307年。如今的城堡远新于此，建于1647-1651年，托建人是Elisabeth van Schouwen van Endegeest以及其丈夫Jacob van Berchem。而后，两座塔间的部分建造起来。该城堡有个广场，港湾可达此处。城堡门上方有盾形纹章。
1830年12月31日，该城堡被售予Jhr mr. Dirck Cornelis Gevers van Endegeest(Rotterdam, 1763)。1839年10月29日，其车夫发现其死于马车上。该城堡传给了其子Daniël。
1896年，恩德海斯特被莱顿市政当局买下，以作为精神病医院。开幕礼有许多名人参加，如Jan Heemskerk——荷蘭內政及王國關係部長，以及F. Was——莱顿自由市长（liberale burgemeester van Leiden）。
旧运河仍可见于三个方向。横跨运河的冰窖（IJskelder）已被重修。